# Auguste Gendron
Pour les articles homonymes, voir Gendron.
Auguste Gendron, né à Paris le 17 mars 1817 et mort à Paris le 11 juillet 1881, est un peintre français.

## Biographie
Auguste Gendron est l'élève de Paul Delaroche à l'École des beaux-arts de Paris où il entre le 2 octobre 1837.
Il commence à exposer au Salon de Paris en 1840 et continue jusqu'en 1877. Il obtient une médaille de 3e classe au Salon de 1846, puis une médaille de 2e classe au Salon de 1849. À l'Exposition universelle de 1855 il reçoit une médaille de 3e classe.
Il voyage en Italie de 1844 à 1847. Au début de juillet 1845, il rencontre John Ruskin qui visitait Florence en même temps que lui, avec Eugène Paul Dieudonné.
L'État français lui confie plusieurs travaux de décoration pour le Palais d'Orsay, le château de Saint-Cloud et, en 1861,  la salle des fêtes du Ministère d'État, ancien ministère des Finances dans l'aile Richelieu du Palais du Louvre construite par Louis Visconti et Hector-Martin Lefuel, la décoration de la chapelle Sainte-Catherine à l'église Saint-Gervais.
Il pratique la peinture religieuse, la peinture de genre  et traite des sujets mythologiques dans un style qualifié de gracieux, où l'exactitude du dessin prime sur la recherche de la couleur.
Auguste Gendron reçoit la décoration de chevalier de la Légion d'honneur le 14 novembre 1855.
Il est inhumé au cimetière du Père-Lachaise (31e division).

## Salons

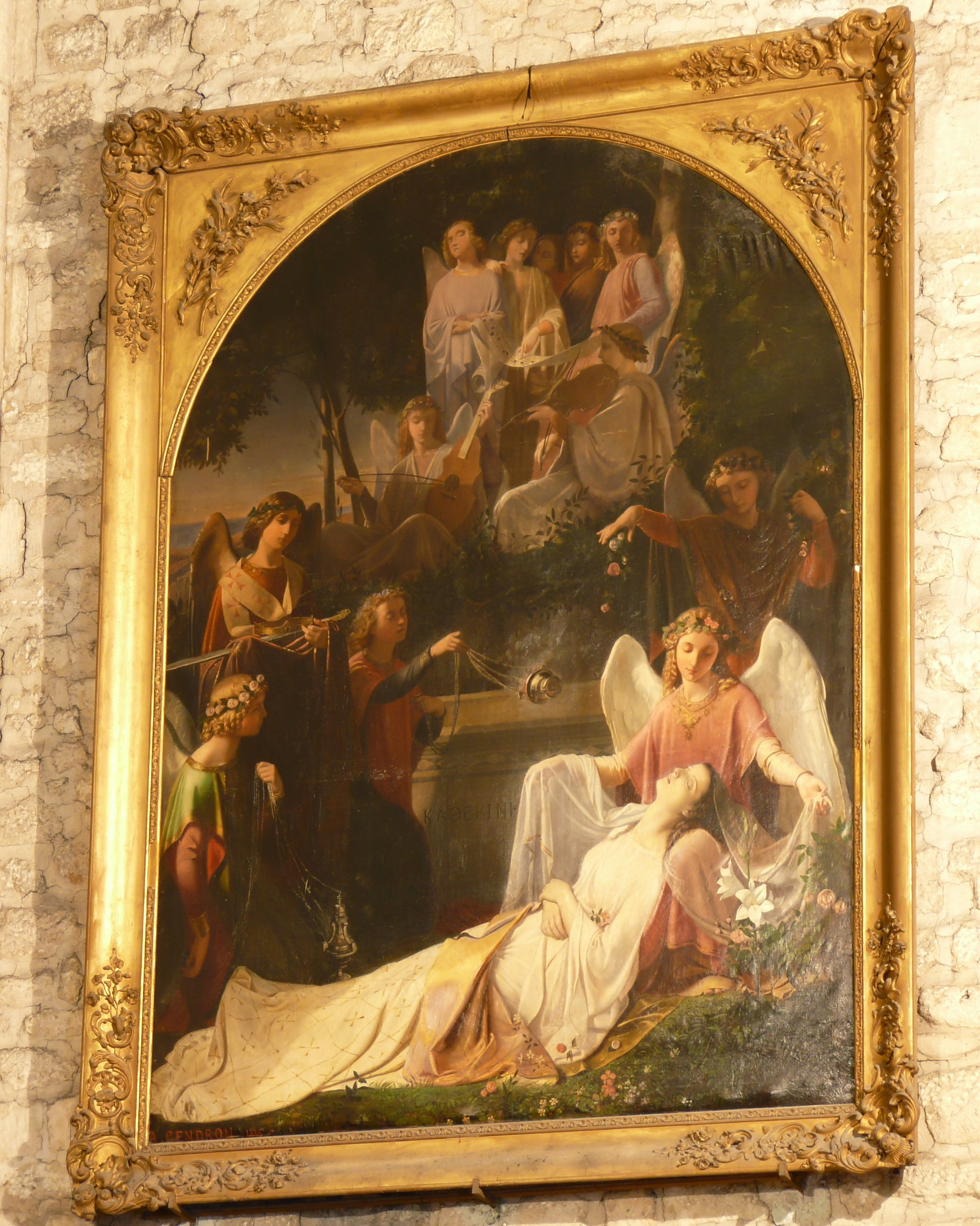
St Gilles-du-Gard, abbatiale, le corps de Ste Catherine d'Alexandrie veillé par des anges 1846

- Captivité de Babylone, Salon de 1840,
- Méditation, Salon de 1841,
- Le Dante commenté en place publique par Boccace, Salon de 1844,
- Les Ondines ou Danse des Willis, Salon de 1846, Musée des Beaux-Arts de Bordeaux
- L'ange du tombeau, Salon de 1846,
- Sainte Catherine ensevelie par les anges, Salon de 1846,
- Après la mort, Salon de 1846,
- L'île de Cythère, Salon de 1848,
- Scène antique, Salon de 1848,
- Jeune chrétienne convertissant son fiancé, Salon de 1849,
- Frise destinée à être exécutée sur porcelaine pour la manufacture de Sèvres, Salon de 1850,
- Néréides, Salon de 1850,
- Sacrifice humain, Salon de 1850,
- Fantaisie (scène vénitienne), Salon de 1850,
- Tibère à l'île de Caprée, Salon de 1852,
- Francesca et Paolo passant aux enfers, Salon de 1852,
- Sylphes voltigeant sur les bois, Salon de 1852,
- Idylle, Salon de 1853,
- Titania, Salon de 1853,
- Soir d'automne, Salon de 1853,
- Le jour du dimanche, scène florentine du XVe siècle, Salon de 1855 (musée du Luxembourg),
- La voix du torrent, Salon de 1857,
- Jeunes patriciennes de Venise achetant des étoffes à un marchand levantin, Salon de 1857,
- Les funérailles d'une jeune fille à Venise, Salon de 1859,
- L'amour de l'art, Salon de 1859,
- La délivrance (d'après un conte de fée), Salon de 1859,
- Sainte Catherine d'Alexandrie, Salon de 1863,
- Les nymphes au tombeau d'Adonis, Salon de 1864,
- Chacun prend son plaisir où il le trouve (panneau décoratif, Salon de 1866,
- Le soir, Salon de 1867,
- Lucrèce, Salon de 1869,
- Les vierges folles, Salon de 1873,
- L'homme entre deux âges et ses deux maîtresses, Salon de 1873,
- Actions de grâce à Esculape, Salon de 1875,
- Paysage en Toscane, Salon de 1875,
- Le tribut d'Athènes au minotaure, Salon de 1876,
- M. Purgon arrive mal à propos, Salon de 1877.